# 카산드라 피터슨
커샌드라 피터슨(Cassandra Peterson, 1951년 9월 17일 ~ )은 전직 고고 댄서, 쇼걸인 미국의 배우, 작가, 희극인, 모델, 텔레비전 진행자, 무용가, 각본가, 가수이다.
맨해튼에서 태어났다.

## 출연 작품
- 퍼스트 피리어드 (2013년) - 글렌 역
- 리와인드 디스: 비디오 테입의 역습 (2013년) - 본인 역
- 아리아 위드 어 트위스트 (2010년)
- 올 어바웃 이블 (2010년) - 린다 역
- 더 혼티드 월드 오브 엘 슈퍼비스토 (2009년)
- 스릴 라이드 (1997년)
- 장미의 표적 (1993년)
- 테드 & 비너스 (1991년)
- Elvira, Mistress of the Dark (1988)
- 에코 파크 (1986년)
- 미궁 속의 사랑 (1986년)
- 스토커 에이스 (1983년)
- 더 폴 가이 (1981년)
- 넥스트 무비 (1980년)

### 텔레비전
- 꿈꾸는 낙원 (1978)